# ترانساول
ترانساول (Transall)، مشتقة من «ترانزبورت أليانز» (Transport Allianz)حرفياً «تحالف النقل». كان عبارة عن ائتلاف تجاري تم إنشاؤه لتصميم وتصنيع طائرة النقل العسكرية ترانساول سي-160.
تأسست الشركة في عام 1959، وكانت في البداية مشروعًا مشتركًا بين شركة نورد للطيران (Nord Aviation) الفرنسية، وشركتي فيسر لطائرات (WFB - Weser Flugzeugbau) وهامبورغ فلوجزويباو (Hamburger Flugzeugbau - HFB) الألمانيتان. تم تشغيلها لاحقًا من قبل شركة الطيران الفرنسية إيروسباسيال ومصنعي الطائرات الألمانية Vereinigte Flugtechnische Werke" (VFW)" و Messerschmitt-Bölkow-Blohm "(MBB)". تم إنهاء إنتاج منتجها الوحيد، سي-160، في عام 1985. اندمجت الشركات الثلاث اللاحقة لتشكيل شركة الطيران متعددة الجنسيات «أيداس» (EADS)، والتي أعادت تسمية نفسها فيما بعد باسم مجموعة إيرباص.

## التاريخ
خلال أواخر عقد 1950، ظهرت الحاجة لاستبدال طائرة النقل العسكري «نورد نوراطلس» ذات محركات المكبس والتي تشغلها القوات الجوية الفرنسية والقوات الجوية الألمانية. في حقبة ما بعد الحرب، حرص العديد من السياسيين في كلا البلدين على تشجيع التعاون الصناعي بين فرنسا وألمانيا؛ حدثت أمثلة على ذلك بالفعل في قطاع تصنيع الطائرات، مثل الترتيب السابق الذي تم فيه إنتاج نورد نوراطلس للقوات الجوية الألمانية بموجب ترخيص من شركة تصنيع الطائرات الألمانية فيسر لاطائرات. في 28 نوفمبر 1957، وقع ممثلون من كل من فرنسا وألمانيا اتفاقية تدعو إلى التطوير المشترك لخليفة نوراتلاس. كما شاركت الحكومة الإيطالية في المشروع في وقت مبكر لتلبية متطلبات القوات الجوية الخاصة بها؛ ومع ذلك، سرعان ما تم إنهاء مشاركة إيطاليا في البرنامج الناشئ لصالح طائرة فيات جي.222 الأصغر والمصممة محليًا بدلاً من ذلك.
في يناير 1959، تم رسميًا تأسيس كونسورتيوم يسمى "Transporter-Allianz" أو أختصاراً "Transall"، لتطوير وإنتاج طائرة النقل الجديدة هذه؛ تضمنت عضويتها الأولية الشركة الفرنسية لصناعة الطائرات نورد أفياشن والشركات الألمانية ويسر فلوجزيوغباو (التي أصبحت فيرينيجتي فلوجتكنيش ويركي (VFW) في عام 1964) وهامبورغ فلوجزويباو (HFB). كان كل من شركاء الإنتاج مسئولاً عن بناء نموذج أولي واحد. قامت الأولى (التي بنتها نورد) بأداء رحلتها الأولى في 25 مايو 1963، بينما اتبعت النماذج الأولية المبنية من قبل (VFW) و (HFB) في 25 مايو 1963 و 19 فبراير 1964 على التوالي. أعقب هذه النماذج الأولية ستة أمثلة ما قبل الإنتاج، والتي قامت بأول رحلاتها بين عامي 1965 و 1966؛ تم تمديد طول هذه الطائرات بمقدار 51 سم (20 بوصة) مقارنة بالنماذج الأولية.

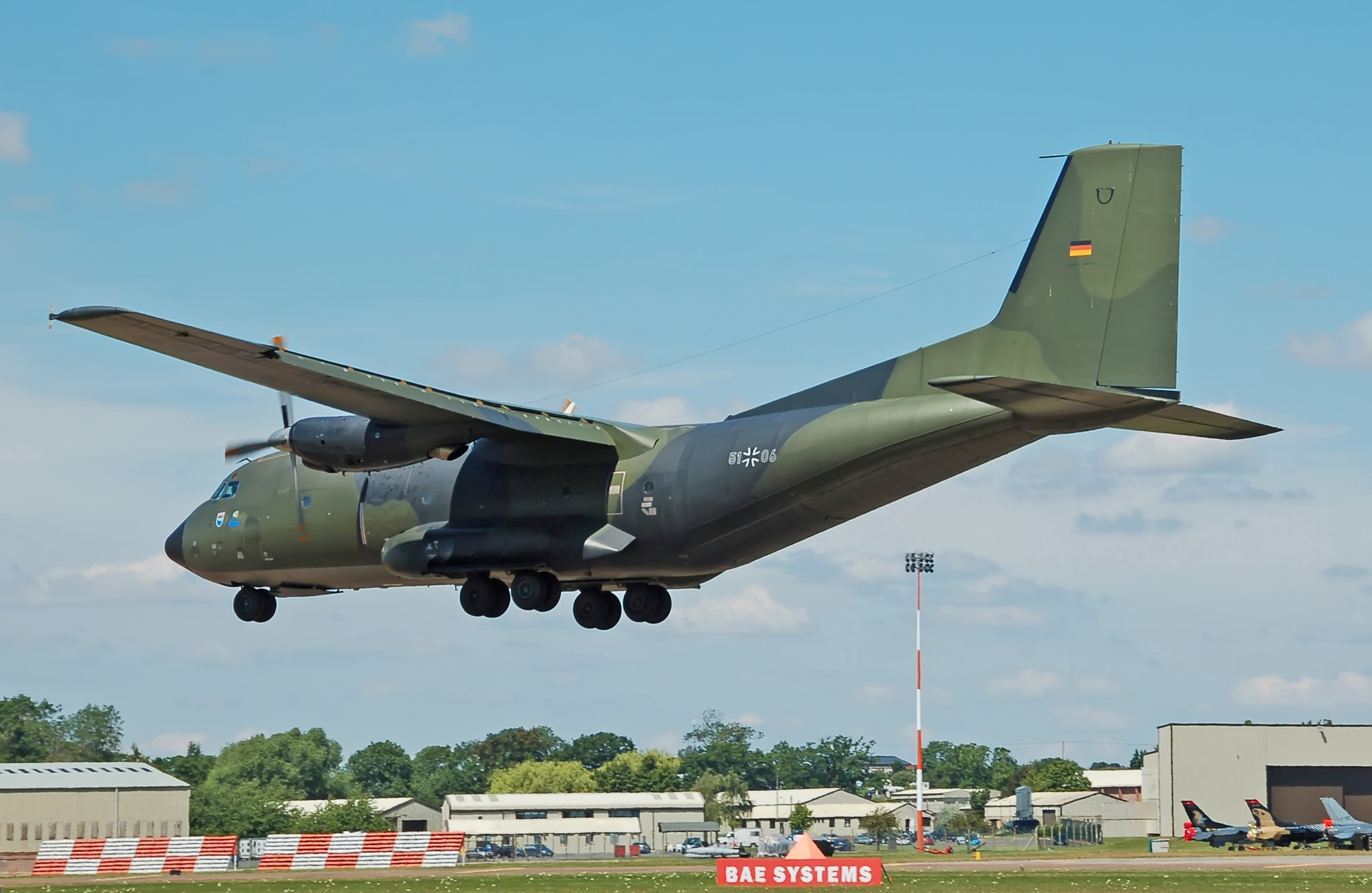
وصول طائرة سلاح الجو الألماني ترانساول سي-160دي إلى قاعدة سلاح الجو الملكي البريطاني فيرفورد، في غلوسترشير، إنجلترا، في 10 يوليو 2014، من أجل Royal International Air Tattoo

تأخرت طلبات الإنتاج بسبب الجهود الفاشلة لشركة الدفاع الأمريكية لوكهيد لبيع طائرتها سي-130 هيركوليز إلى سلاح الجو الألماني كبديل للطائرة سي-160. في 24 سبتمبر 1964، تم توقيع عقد إنتاج رسمي، وطلب مجموعة مشتركة مكونة من 160 طائرة سي-160 (110 لألمانيا و50 لفرنسا). تم تقسيم مشاركة العمل في تصنيع النوع بين ألمانيا وفرنسا على نطاق واسع بما يتماشى مع عدد الطلبات المقدمة. بينما أنتج نورد كلا من الأجنحة وأغطية المحرك (nacelles)، وصنعت (VFW) جسم الطائرة المركزي والذيل الأفقي، بينما بنت (HFB) جسم الطائرة الأمامي والخلفي. كما تم بناء زعنفة ذيل الطائرة بواسطة شركة دورنير للطائرات. تم إنشاء ثلاثة خطوط تجميع منفصلة حيث تم تجميع الأقسام التي تنتجها كل من الشركات الثلاث الرئيسية الشريكة معًا لتشكيل طائرة كاملة.
خلال عام 1967، تم تسليم أول هياكل طائرات الإنتاج إلى فرنسا وألمانيا. تضمنت الدفعة الأولى 110 «سي-160 دي» للقوات الجوية الألمانية (Luftwaffe)، و50 «سي-160 إف» للقوات الجوية الفرنسية، و 9 «سي-160 زد» لسلاح الجو الجنوب أفريقي. تم تحويل أربعة «سي-160 إف» لاحقًا إلى تكوين طائرات نقل البريد الجوي «سي-160 بيه»، وتم تشغيلها من قبل شركة الطيران الوطنية الخطوط الجوية الفرنسية نيابة عن شركة خدمة البريد الفرنسية (لا بوست). استمر الإنتاج حتى أكتوبر 1972.
في يوليو 1977، قدمت فرنسا طلبًا لشراء 25 طائرة من طراز سي-160، تم بناؤها وفقًا لمعايير محسنة. تم تقسيم أعمال الإنتاج لهذه الدفعة بنسبة 50-50 بين شركة الطيران الفرنسية إيروسباسيال (خلفًا لشركة نورد) وشركة الطيران الألمانية "Messerschmitt-Bölkow-Blohm" (MBB) (التي استوعبت VFW و HFB)، بينما تم الانتهاء من جميع الطائرات في خط تجميع واحد في تولوز. تشمل التغييرات من الطائرات السابقة باب تحميل البضائع على جانب الميناء من جسم الطائرة الذي تم استبداله بتوفير خزانات وقود إضافية في قسم مركز الجناح، بالإضافة إلى تركيب إلكترونيات طيران محدثة ومحسنة. خلال عام 1981، قامت بأول رحلة للجيل الثاني من طائرات سي-160. انتج من هذه الدفعة 29 طائرة لفرنسا (تم تصنيع أربع طائرات إضافية غير قياسية للبمهمات الخاصة) وست طائرات لإندونيسيا.

## منتجات
- ترانساول سي-160
- ترانساول 161 - لم تنتج[11]

### فهرس
- Blumschein, P. Transall C-160 Life Extension and Avionics Upgrade Programs. NATO – RTO MP-44, 1999.
- Chant, Chris. Compendium of Armaments and Military Hardware. Routledge, 1987. (ردمك 0-7102-0720-4).
- Chillon, Jacques. Dubois, Jean-Pierre and Wegg, John. French Postwar Transport Aircraft, Air-Britain, 1980, (ردمك 0-8513-0078-2).
- Gunston، Bill (2005). World Encyclopedia of Aircraft Manufacturers, 2nd Edition. Phoenix Mill, Gloucestershire, England, UK: Sutton Publishing Limited. ISBN:0-7509-3981-8.
- Pletschacher, Peter. "Transall Resurgent". الجو الدولية, Vol. 20 No. 6, June 1981. ISSN 0306-5634. pp. 284–289.
- Wilson, Michael. ""Transall C-160: An exercise in multi-national transport design". الطيران الدولي, Vol. 93, No. 3085, 25 April 1968. pp. 614–620